# Estrella roja sobre China
Estrella roja sobre China es un libro de 1937 escrito por el estadounidense Edgar Snow que trata el Partido Comunista Chino cuando todavía era desconocido a los ojos de los occidentales. Junto con The Good Earth (1931) de Pearl S. Buck, fue el libro más influyente sobre la comprensión occidental de China, así como el libro más influyente entre los círculos procomunistas en occidente respecto a China durante la década de 1930.

## Contenido
En Estrella roja sobre China, Edgar Snow relata los meses que pasó con el Ejército Rojo chino en 1936 durante su estancia en Pao An. Snow hace uso de sus extensas entrevistas con Mao Zedong y los otros líderes principales para presentar descripciones vívidas de la Larga Marcha, así como relatos biográficos de líderes en ambos lados de los conflictos, incluidos Zhou Enlai, Peng Dehuai, Lin Biao, He Long y Mao. Cuando Snow escribió, no hubía informes confiables que llegaran a Occidente sobre lo que estaba sucediendo en las áreas controladas por los comunistas. Otros escritores, como Agnes Smedley, habían escrito con cierto detalle sobre los comunistas chinos antes de la Larga Marcha, pero ninguno de ellos los había visitado ni siquiera había realizado entrevistas de primera mano con ellos. El estatus de Snow como periodista internacional no identificado previamente con el movimiento comunista dio a sus informes el sello de autenticidad. Las brillantes imágenes de la vida en las zonas comunistas contrastaban con la tristeza y la corrupción del gobierno del Kuomintang. Muchos chinos aprendieron sobre Mao y el movimiento comunista a partir de las traducciones casi inmediatas de la autobiografía de Mao, y los lectores de América del Norte y Europa, especialmente aquellos con puntos de vista liberales, se animaron al enterarse de un movimiento que interpretaron como antifascista y progresista. Snow informó sobre el nuevo Segundo Frente Unido que, según Mao, dejaría atrás la violenta lucha de clases.
El prefacio de Snow a la edición revisada de 1968 describe el contexto original del libro:

Las potencias occidentales, por interés propio, esperaban un milagro en China. Soñaban con un nuevo nacimiento del nacionalismo que mantendría a Japón tan atascado que nunca podría volverse contra las colonias occidentales, su verdadero objetivo. Estrella Roja sobre China tendía a mostrar que los comunistas chinos podían proporcionar ese liderazgo nacionalista necesario para una resistencia antijaponesa eficaz. Cuán drásticamente se han alterado las actitudes de los Estados Unidos en la formulación de políticas desde entonces [...] Brindó no solo a los lectores no chinos, sino también a todo el pueblo chino, incluidos todos menos los propios líderes comunistas, el primer relato auténtico de el Partido Comunista de China y la primera historia relacionada de su larga lucha para llevar a cabo la revolución social más profunda en los tres milenios de historia de China. Se publicaron muchas ediciones en China